# Бойовий союз російських націоналістів

Засновник організації Володимир Гіль

Бойовий союз російських націоналістів (рос. Боевой союз русских националистов) — російська нацистська організація, сформована в таборі військовополонених-червоноармійців у м. Сувалки.

## Формування
На початку 1942 року відповідно до планів оперативного штабу «Цеппеліна», була відібрана група полонених червоноармійців з табору в Сувалках. Ця група була спрямована до вербувального табору у Бреслау. Після спеціального вишколу колишніх червоноармійців спрямували в місячну ознайомчу поїздку нацистською Німеччиною. Після повернення цієї групи полонених до табору, в останньому відбулись суттєві зміни: таборовий режим було значно полегшено, поліпшено харчування, а на території 13-го блоку було збудовано великий барак. У бараку розташовувалась глядацька зала зі сценою та підсобними приміщеннями. Комендант табору Володимир Гіль привіз з собою повний набір музичних інструментів для оркестру, серед полонених знайшли музикантів та артистів, було створено музичний та театральні гуртки. Перший концерт було призначено на 20 квітня 1942 року. В урочистий день, перед концертом та виставою, була організована «офіційна частина». Слово мав комендант табору Гіль, який закликав полонених вояків до боротьби з більшовиками. Далі Гіль заявив, що ним створюється військово-політична організація «Бойовий Союх Російських Націоналістів». Після цього було оголошено програму Союзу. Остання містила такі тези:

Майбутня Росія має бути націоналістичною, народам, що населяють Україну, Білорусь, Прибалтику та Закавказзя, надається право на самовизначення і виокремлення у самостійні держави під протекторатом Великої Німеччини… У майбутньої Росії має бути новий лад, оснований за принципом нового ладу у Європі… Колгоспи ліквідовуються, а вся земля, що їм належить, передається у приватне користування. В галузі торгівлі заохочується приватна ініціатива.
Оригінальний текст (рос.)
[
Будущая Россия должна быть националистической, народам, населяющим Украину, Белоруссию, Прибалтику и Закавказье, предоставляется право на самоопределение и выделение в самостоятельные государства под протекторатом Великой Германии… У будущей России должен быть новый порядок, основанный по принципу нового порядка в Европе… Колхозы упраздняются, а вся земля, им принадлежащая, передается в частное пользование. В области торговли поощряется частная инициатива.] Помилка: {{Lang}}: текст вже має курсивний шрифт (допомога)

Після завершення урочистостей усім охочим було запропоновано вступити до лав організації.
1 травня 1942 року сто колишніх військовополонених табору у Сувалках стали членами Бойового союзу російських націоналістів. Того ж дня вони були офіційно звільнені та перевдягнуті у нові чеські однострої. Членам Союзу видали посвідки, на яких російською та німецькою мовами було надруковано, що «пред'явник цього є військовослужбовець Бойової Дружини Бойового союзу російських націоналістів».
Це була перша сотня Союзу (або військова група Центру БСРН). Колишніх командирів РСЧА звели в один взвод, у якому, як рядові, перебували командири зі званнями від молодшого лейтенанта до полковника. Серед них можна назвати підполковника В. Орлова, майорів А. Шепелова і П. Петрова, капітанів Д. Малиновського, І. Тімофєєва і Носова, старших лейтенантів С. Точілова, І. Ілющенко і Л. Самутіна.

## Діяльність
Невдовзі, у супроводі офіцерів СД, сотню передислокували у Парчів (значення) (район Любліна). Тут, у колишньому замку графа Замойського, розташовувалась «особлива частина СС» або «гауптлагерь Яблонь», — підрозділ «Цеппеліна», який займався розвідувально-диверсійною підготовкою російських нацистів. Добровольці проходили військовий вишкіл: стройова підготовка, вивчення матчастини стрілецької зброї (7,92-мм карабіна системи Маузера 98к і 9-мм пістолета-кулемета МР-40), тактика. Після трьох тижнів посилених тренувань особовий склад був залучений до спецоперацій зі знищення євреїв та знищення військових з'єднань Армії Крайової в Томашівському, Замостському, Рава-Руському і Парчевському повітах. У цей період формування отримало назву «Дружина», що, на думку дослідника Е. Молло, мало переконати військовослужбовців в його елітарності.
Антипартизанські акції полягали в тому, що курсанти розвідшколи перевдягались у цивільний одяг і, зображаючи з себе партизанський підрозділ, входили у контакт зі справжнім підрозділом АК, а згодом ліквідовували його. «Дружина» брала участь у знищенні єврейського населення в Люблінській окрузі. Згідно з німецькими документами, у цьому терені зусиллями російських курсантів розвідшколи СД, було знищено 1500 євреїв та партизан. Згодом, у своїх споминах, російські нацисти намагались «згладити» свої акції проти євреїв та польського антинімецького підпілля. Так у спогадах пропагандиста БСРН Самутіна «незручні» епізоди нівельовані або перекручені. Автор пише, що дії підлеглих Гіля зводились, в основному, до безкорисного «вештання по селищах, селах, хуторах і присілках».

### Участь у голокості
Навесні 1942 року нацисти розпочали широкомасштабну акцію зі знищення євреїв у Генерал-губернаторстві. Ця операція отримала назву «Рейнхард» та тривала з весни 1942 до осені 1943 рр. «Рейнхард» передбачав не лише знищення євреїв у таборах смерті Бельзец, Собібор и Треблінка, але й придушення єврейського та польського спротивів. Члени БСРН брали активну участь у реалізації «Рейнхарду», адже мали пройти перевірку та довести свою благонадійність, як колишні радянські військові. Участь російських націоналістів у винищенні цивільного єврейського населення визнають самі діячі БСРН. Так головний пропагандист Союзу Леонід Самутін у своїх спогадах, написаних на еміграції, намагався зняти з себе відповідальність за участь в Голокості і перекласти її одноосібно на начальника штабу «Дружини», колишнього капітана РСЧА Андрія Блажевича:

Під час нашого рейду Блажевич виявив себе з несподіваного боку — він розшукував євреїв, які ще залишились по селищах, і розстрілював їх, обов'язково особисто, і обов'язково на очах присутніх.
Оригінальний текст (рос.)
[
Во время нашего рейда Блажевич обнаружил себя с неожиданной стороны — он разыскивал евреев, еще остававшихся по деревням, и расстреливал их, обязательно лично, и обязательно на глазах собравшихся] Помилка: {{Lang}}: текст вже має курсивний шрифт (допомога)

## Членство в організації
Членами Союзу могли бути тільки чоловіки у віці старше 18 років, всіх національностей за винятком євреїв. Формально до союзу не приймались колишні співробітники НКВС, політскладу РСЧА, колишні високопоставлені партійці-комуністи. При вступі до організації кандидат в члени заповнював текст присяги та складав приречення:

Я, набуваючи членства у Бойовому союзі російських націоналістів, зобов'язуюсь чесно і беззаперечно виконувати всі доручення та обов'язки, що покладаються на мене Союзом. В разі моєї зради Союзові — я підлягаю знищенню.
Оригінальний текст (рос.)
[
Я, вступая в Боевой союз русских националистов, обязуюсь честно и беспрекословно выполнять все поручения и обязанности, возлагаемые на меня Союзом. В случае измены с моей стороны Союзу, я подлежу уничтожению.] Помилка: {{Lang}}: текст вже має курсивний шрифт (допомога)